# Percy Jackson (personage)
Perseus Jackson, kortweg Percy Jackson, is het hoofdpersonage in de reeks Percy Jackson en de Olympiërs en een van de hoofdpersonages uit de vervolgseries, allen geschreven door Rick Riordan. Percy is de zoon van Poseidon. In het eerste boek van Percy Jackson, De Bliksemdief, is Percy twaalf jaar oud.

## Beschrijving van het personage
Percy is een halfgod, een jongen die geboren is uit een sterfelijke moeder (Sally Jackson) en een Griekse god; in zijn geval is dat Poseidon. Doordat Poseidon zijn vader is, heeft Percy speciale, goddelijke krachten die er onder andere voor zorgen dat hij zich vrij in water kan bewegen, hij onder water kan ademen, hij water uit een rivier kan laten omhoogkomen of zelfs tsunami's kan veroorzaken. Ook kunnen zijn wonden genezen worden als hij water aanraakt. Omdat Poseidon ook god van de paarden is, kan Percy ook praten met paarden, pegasi en met vissen. Door zijn goddelijke krachten worden er echter ook monsters door hem aangetrokken die hem willen vermoorden.
Percy verblijft, sinds hij weet dat hij een halfgod is, tijdens de zomer in Kamp Halfbloed, op Long Island in New York. Dat is een kamp waar andere halfgoden zoals hij zitten. In het eerste boek leert hij daar Annabeth Chase en Grover, een sater, kennen. Zij vergezellen hem de hele serie lang en worden beste vrienden. Percy en Annabeth krijgen uiteindelijk een relatie.
Percy heeft zwart haar, zeegroene ogen en draagt meestal een oranje Kamp Halfbloed-shirt.

## Boeken met Percy Jackson

### Percy Jackson en de Olympiërs
- De bliksemdief
- De zee van monsters
- De vloek van de titaan
- De strijd om het labyrint
- De laatste olympiër
- Kamp halfbloed vertrouwelijk

### De helden van Olympus
- De verloren held
- De zoon van Neptunus
- Het teken van Athena
- Het huis van Hades
- Het bloed van Olympus
- The Demigod Diaries (niet uitgegeven in het Nederlands)

### Magnus Chase en de goden van Asgard
- Het verdoemde zwaard
- De hamer van Thor
- Het schip der doden

### De beproevingen van Apollo
- Het verborgen orakel
- De duistere voorspelling
- De brandende doolhof
- De tombe van de tiran
- De toren van Nero

### De avonturen van de familie Kane
- De rode piramide
- De troon van vuur
- De schaduw van de slang

### Percy Jackson en de andere helden
- De zoon van Sobek
- De scepter van Serapis
- De kroon van Ptolemaeus